# Saiyinwusu
Saiyinwusu (kinesiska: 赛音乌素, 赛音乌素苏木) är en socken i Kina. Den ligger i den autonoma regionen Inre Mongoliet, i den norra delen av landet, omkring 270 kilometer väster om regionhuvudstaden Hohhot.
Genomsnittlig årsnederbörd är 426 millimeter. Den regnigaste månaden är juli, med i genomsnitt 124 mm nederbörd, och den torraste är januari, med 1 mm nederbörd.